# Клишоногість
Клишоногість (клишавість) — захворювання опорно-рухового апарату. займає перше місце серед інших вроджених вад опорно-рухової системи. Це викривлення стопи, при якому хворий опирається не на підошву, а на зовнішній край стопи, внутрішній край піднятий та повернутий угору, утворюючи виражену увігнутість.
Розділяють клишоногість вроджену і набуту, внутрішню і зовнішню. У хлопчиків вроджена клишоногість зустрічається удвічі частіше. Набута клишоногість частіше розвивається після поліомієліту, іноді — після неправильного накладання пов'язок при переломах та вивихах.
Крім того, клишоногість частіше буває двохсторонньою (60 %), переважає «внутрішній» її варіант.

## Клінічні прояви
Шкіра зовнішнього краю стопи різко потовщена, вкрита мозолями, а шкіра на підошві — тонка.
При вродженій внутрішній клишоногості розміри стопи зменшуються, її передній відділ приведений, стопа і п'яткова кістка повернені всередину (супінація), вся стопа перебуває в положенні згинання. Ступінь деформації може коливатись. Всі види рухів у суглобах стопи та гомілковостопному суглобі різко обмежені.

## Лікування
При вродженій формі слід починати якомога швидше. У дітей до 2 місяців ЛФК: усувають деформації редресувальними рухами з подальшою фіксацією м'якою пов'язкою в положенні досягнутої корекції. Від 3 місяців до 1.5 року застосовують редресації та етапні гіпсові пов'язки (за методою Понсеті). Заміну пов'язки виконують спочатку через 2 тижні, потім через 3-4 тижні. Після цього призначають масаж, теплові процедури, лікувальну фізкультуру, ортопедичне взуття.
Якщо лікування етапними гіпсовими пов'язками неефективне або деформація рецидивує, у дітей після 1.5-2 років застосовують сухожилкову пластику. Після операції слід провести фіксацію гіпсовою пов'язкою на 6 місяців, а після її зняття — фізіомеханотерапія, на ніч тутор, вдень ортопедичне взуття.